# STS-75
是历史上第七十四次航天飞机任务，也是哥倫比亞號太空梭的第十六次太空飞行。

## 任务成员
- 安德鲁·艾伦（Andrew M. Allen，曾执行、以及任务），指令长
- 斯科特·赫罗威兹（Scott J. Horowitz，曾执行、以及任务），飞行员
- 杰弗利·霍夫曼（Jeffrey A. Hoffman，曾执行、以及任务），任务专家
- 毛里齐奥·切利（Maurizio Cheli，意大利宇航员，曾执行任务），任务专家
- 克劳德·尼克列（Claude Nicollier，瑞士宇航员，曾执行、以及任务），任务专家
- 张福林（Franklin Chang-Diaz，曾执行、以及任务），任务专家／有效载荷指令长
- 恩贝托·圭多尼（Umberto Guidoni，意大利宇航员，曾执行以及任务），有效载荷专家